# Бабаєв Агаджан Гельдийович
Агаджа́н Гельди́йович Баба́єв (туркм. Agajan Babaýew, 10 травня 1929, Мари) — туркменський географ, фахівець із вивчення та освоювання пустель. Дійсний член Академії наук Туркменістану (1975), член-кореспондент Російської академії наук (1976), член Ісламської академії наук (1993). Депутат Верховної ради Туркменської PCP 9-го скликання. Народний депутат Туркменської РСР. Двічі обирався депутатом Ради національностей Верховної ради СРСР 10-го (1979—1984) і 11-го скликань (1984—1989) від Туркменської РСР. Член Центральної контрольної комісії КПРС та член Президії ЦКК КПРС у 1990—1991 роках.

## Біографія
Народився 10 травня 1929 року в туркменському місті Мари в родині службовці. 1949 року закінчив географічний факультет Ашгабатського державного педагогічного інституту імені Горького.
У 1950—1960 роках викладав у Туркменському державному університеті імені Горького. 1953 року захистив кандидатську дисертацію, 1968 року — докторську. 1954 року вступив до лав КПРС. 1959 року був обраний головою Географічного товариства Туркменістану та заступником директора Інституту пустель Академії наук Туркменської РСР. Від 1960 до 1986 року займав (з перервою в 1970-ті роки) посаду директора Інституту пустель Академії наук Туркменської РСР. Від 1965 року член-кореспондент, а від 1975 року академік Академії наук Туркменістану, від 1976 року — член-кореспондент Академії наук СРСР (зараз Російської академії наук). Брав участь у багатьох наукових експедиціях, географія яких охоплювала Монголію, Індію, Алжир, Лівію, Китай, Іран. 
З 17 квітня 1975 по 5 квітня 1986 року — президент Академії наук Туркменської РСР. 1986 року Ніязов Сапармурат Атаєвич, перший секретар комуністичної партії Туркменської РСР, ініціював відставку Бабаєва. У добу перебудови Агаджан Бабаєв підтримував неформальні демократичні організації «Агзибірлік» та клуб «Пайхас». 
Незважаючи на спротив Ніязова, був знов обраний 23 вересня 1989 року президентом Академії наук Туркменської РСР/Академії наук Республіки Туркменістан і очолював академію аж до її розпуску 1993 року. У часи правління Туркменбаші Бабаєву було заборонено виїзд із країни. З 1992 року очолював Комітет з державних премій Туркменістану імені аль-Хорезмі. 1993 року обраний членом міжнародної Ісламської академії наук. На початку 2009 року обраний до Ради старійшин при президентові Туркменістану.

## Наукові праці
Бабаєв Агаджан Гельдийович автор понад 300 наукових праць та 5 монографій. Засновник та головний редактор міжнародного журналу «Проблеми освоєння пустель».
Найвидатніші праці:
- (рос.) Бабаев А. Г. Пустыня Кара-Кумы. — Ашхабад, 1963.
- (рос.) Бабаев А. Г. Оазисные пески Туркменистана и пути их освоения. — Ашхабад, 1973.
- (рос.) Бабаев А. Г., Фрейкин З. Г. Пустыни СССР вчера, сегодня, завтра. — М., 1977.
- (рос.) Бабаев А. Г. Кладовая Каракумов (для млад и сред. школьного. возраста). — Ашхабад, 1980.
- (рос.) Бабаев А. Г. Пустыня как она есть. — М., 1983.
- (рос.) Бабаев А. Г., Зонн И. С., Дроздов Н. Н., Фрейкин З. Г. Пустыни. — М. : Мысль, 1986. — 320 с. — (Природа мира) — 100 тис. прим. — У виданні наводяться загальні відомості про пустелі земної кулі, закономірності їх утворення, географічне поширення, особливості природи, класифікація. Подається також фізико-географічна характеристика різних пустель світу. Значну частину обсягу відведено опису господарського освоєння пустель, проблематиці сучасного антропогенного впливу, процесам опустелювання і охорони природи[7].

## Нагороди і відзнаки
- кавалер ордена «Знак Пошани»[2][5].
- 1970 — медаль імені М. І. Вавилова АН СРСР[2].
- 1979 — заслужений діяч науки і техніки Туркменської РСР.
- 1981 — лауреат Державної премії СРСР.
- 1990 — лауреат премії Карпінського (Німеччина).